# Levi Leipheimer
Levi Leipheimer (Butte, Montana, 24 de octubre de 1973) es un ciclista estadounidense que fue profesional entre 1997 y 2012, que tiene su residencia en California.
Entre sus principales logros como ciclista se encuentran la medalla de bronce en Pekín 2008, y un segundo puesto en la Vuelta a España.

## Trayectoria
Comenzó su carrera profesional en 1997 en el equipo estadounidense Comptel Data System, y al año siguiente, en 1998, fichó por otro equipo estadounidense, el Saturn Cycling Team, donde estuvo 2 temporadas en las que ganó carreras modestas, como el Tour de Beauce. En 2000 entró a formar parte del equipo US Postal, donde coincidió con el vigente ganador del Tour de Francia, su compatriota Lance Armstrong.
Se dio a conocer en el panorama ciclista internacional en la Vuelta a España 2001, donde quedó tercero, por delante de su jefe de filas Roberto Heras en US Postal, gracias a sus prestaciones en CRI y su saber estar en la alta montaña.
A partir de ahí se hizo asiduo del top ten del Tour de Francia corriendo en equipos como el Rabobank y el Gerolsteiner, además de conseguir victorias en otras carreras importantes como la Vuelta a Alemania o el Tour de California.
Durante el Tour de Francia 2006, el mánager general de Gerolsteiner, Hans-Michael Holczer, confirmó que Leipheimer se había alojado en el mismo hotel que el polémico doctor Michele Ferrari, implicado en varios asuntos de dopaje, durante su fase preparatoria en Santa Cruz de Tenerife, aunque, según Leipheimer, no existía ninguna relación laboral entre el médico deportivo italiano y él.

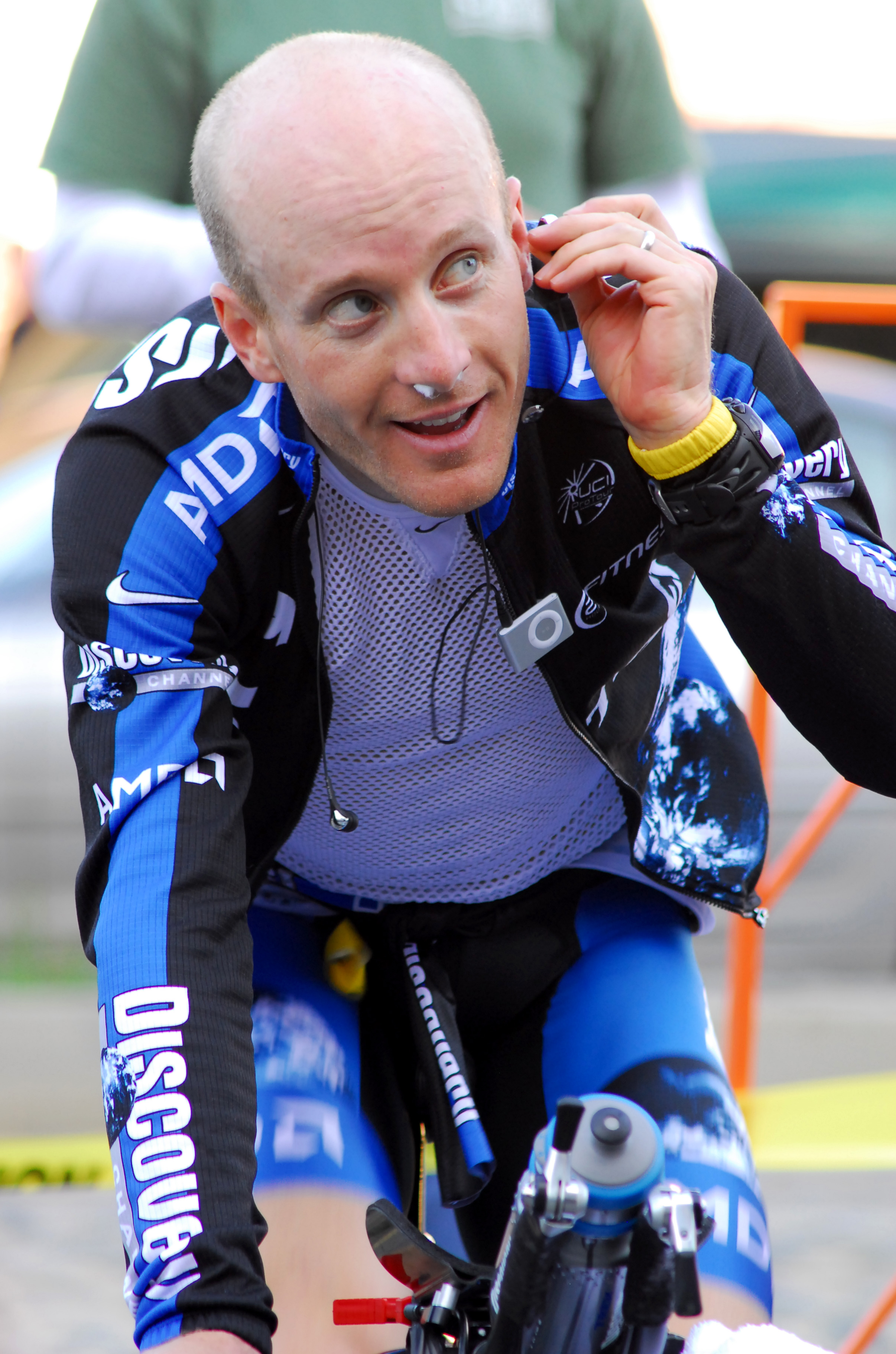
Leipheimer calentando antes de una contrarreloj en 2007

En 2007 fichó por el Discovery Channel, donde coincidió con Alberto Contador. Hizo un gran papel en el Tour quedando tercero, a sólo 31 segundos del vencedor Alberto Contador y a sólo 8 del segundo clasificado, el australiano Cadel Evans, además de ganar la penúltima etapa, una CRI de 55 km.
La temporada siguiente fichó junto a Contador por el Astaná, pero no pudieron correr el Tour de Francia debido a la sanción que la organización le impuso al equipo por los escándalos de dopaje del año anterior. Sin embargo, en la Vuelta a España finalizó segundo a sólo 46 segundos de Contador, además de ganar dos etapas (las dos CRI) y vestirse de líder un par de jornadas. También logró ese verano la medalla de bronce en la prueba CRI de las Olimpiadas de Pekín 2008.
En 2009 llegó al equipo su compatriota Lance Armstrong y corrió con él el Giro de Italia. Pero su cuarto puesto en la general, tras la posterior descalificación de Danilo Di Luca y Franco Pellizotti (que fueron segundo y tercero respectivamente), supo a poco. En el Tour, el Astaná llevó un equipo formado por grandes hombres (Alberto Contador, Lance Armstrong, Andreas Klöden, Haimar Zubeldia, Yaroslav Popovych, el propio Leipheimer, etc.) que arrasó en la CRE, en la general final por equipos y en la general individual, con polémica entre Contador y Armstrong incluida. Pero Leipheimer no pudo disfrutar de ese éxito puesto que se cayó en la etapa 12 y tuvo que abandonar.
Para la temporada 2010, Leipheimer fichó junto a Andreas Klöden y otros excompañeros de Astaná por el Team RadioShack que creó Lance Armstrong. Su nueva temporada en el equipo estadounidense fue muy discreta. En el Tour de Francia acabó decimotercero en la clasificación general (que pasaría a ser decimosegundo, debido a la posterior descalificación del vencedor, Alberto Contador), aunque su escuadra ganó el premio al mejor equipo al final de la ronda gala.
Sin embargo, en junio de 2011, se hizo con la victoria final en la prestigiosa Vuelta a Suiza, con sólo 4 segundos de diferencia sobre el segundo, el italiano Damiano Cunego, mientras que en el Tour de Francia, un mes más tarde, acabó en la 32.ª posición final, muy lejos de la lucha entre los mejores.
La baja actuación y la decepción del Tour, lo llevó a plantearse metas menores y poner su vista en el Tour de Utah y el Quiznos Challenge, carreras disputadas en agosto. Leipheimer venció en ambas y a pesar de los altibajos sufridos durante el año, catalogó a la temporada 2011 como, quizá, una de sus mejores.

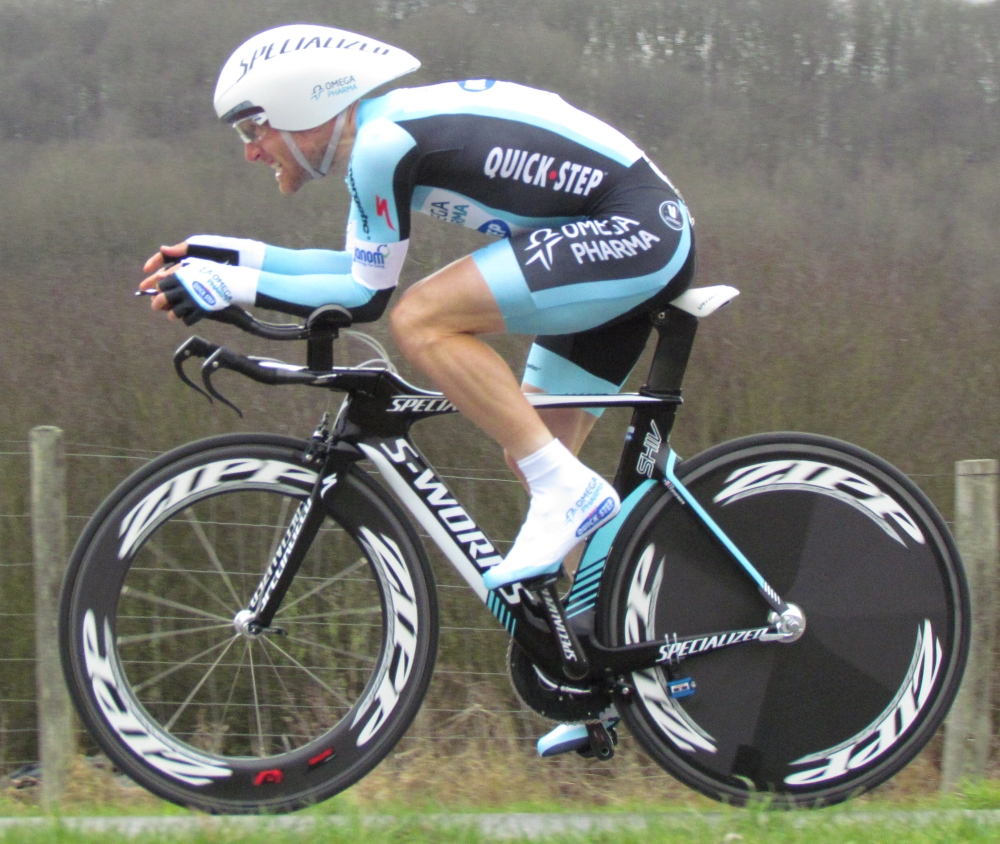
Leipheimer durante la primera etapa de la París-Niza 2012

Luego de cinco años de competir a las órdenes de Johan Bruyneel, para la temporada 2012, cambió de equipo firmando un contrato por dos años con el Omega Pharma-QuickStep. Su primer triunfo militando en este nuevo equipo fue el Tour de San Luis, venciendo en la clasificación general a su excompañero durante varios años, el doble ganador del Tour Alberto Contador.
Sin embargo, tras sufrir varias caídas y no estar completamente recuperado del accidente que sufrió antes de la Vuelta al País Vasco, en el Tour de Francia volvió a quedar 32.º en la clasificación general, dejando claro que, a sus 38 años, ya no era uno de los favoritos, ni siquiera, de formar parte del top ten.
A finales de 2012, fue sancionado con 6 meses de suspensión debido a su confesión sobre dopaje en el caso de Lance Armstrong y quedó sin equipo ya que el Omega Pharma-QuickStep le rescindió el contrato que tenía. La sanción finalizaba el 1 de marzo de 2013, pero Leipheimer no encontró equipo para el resto de la temporada y en mayo anunció el adiós definitivo al ciclismo activo.

## Confesión sobre dopaje
En octubre de 2012, como testigo en la investigación contra su compatriota y excompañero de equipo Lance Armstrong, Leipheimer reconoció el uso frecuente de sustancias dopantes hasta el año 2006, y también reconoció que había una trama de dopaje en el seno del equipo US Postal durante los años de triunfos de Armstrong.
Como consecuencia de esto, se le sancionó por 6 meses desde el 1 de septiembre de 2012, y fue descalificado de todos los resultados obtenidos entre el 1 de junio de 1999 y el 30 de julio de 2006, y desde el 7 al 29 de julio de 2007.
El 16 de octubre de 2012 su equipo, el Omega Pharma-QuickStep, anunció que Leipheimer era despedido. Se felicitó al ciclista por su colaboración y contribución con la USADA, pero a raíz de las revelaciones hechas, el equipo decidió terminar el contrato con efecto inmediato.

## Palmarés
| 1998 - Tour de Beauce, más 1 etapa \| Resultados anulados desde el 1/1/1999 al 30/7/2006 y desde el 7/7/2007 al 27/7/2007 \| \| ------------------------------------------------------------------------------------------------------------------------------------------------------------------------------------------------------------------------------------------------------------------------------------------------------------------------------------------------------------------------------------------------------------------------------------------------- \| \| 1999 - Campeonato de Estados Unidos Contrarreloj - Tour de Beauce, más 1 etapa 2000 - 1 etapa del Circuito Franco-Belga 2001 - 1 etapa del Redlands Bicycle Classic - 1 etapa del Sea Otter Classic - 3.º en la Vuelta a España 2002 - Ruta del Sur, más 1 etapa 2004 - 1 etapa de la Semana Catalana 2005 - Vuelta a Alemania, más 1 etapa 2006 - 1 etapa del Tour de California - Dauphiné Libéré 2007 - 3.º en el Tour de Francia, más 1 etapa \| 2006 - 1 etapa de la Vuelta a Alemania - 2.º en Campeonato de Estados Unidos en Ruta 2007 - Tour de California, más 2 etapas - 2 etapas del Tour de Georgia - Campeonato de Estados Unidos en Ruta - 1 etapa del Tour de Missouri 2008 - Tour de California, más 1 etapa - 1 etapa de la Dauphiné Libéré - 3.º en los Juegos Olímpicos Contrarreloj - Clásica de los Puertos - 2.º en la Vuelta a España, más 2 etapas | 2009 - Tour de Gila, más 2 etapas - Tour de California, más 1 etapa - Vuelta a Castilla y León, más 1 etapa 2010 - Tour de Gila, más 1 etapa - 2.º en el Campeonato de Estados Unidos Contrarreloj - Tour de Utah 2011 - 1 etapa del Tour de California - Vuelta a Suiza - Tour de Utah - Quiznos Challenge, más 2 etapas 2012 - Tour de San Luis, más 2 etapas - 1 etapa del Tour de Utah |
| Resultados anulados desde el 1/1/1999 al 30/7/2006 y desde el 7/7/2007 al 27/7/2007 | |
| 1999 - Campeonato de Estados Unidos Contrarreloj - Tour de Beauce, más 1 etapa 2000 - 1 etapa del Circuito Franco-Belga 2001 - 1 etapa del Redlands Bicycle Classic - 1 etapa del Sea Otter Classic - 3.º en la Vuelta a España 2002 - Ruta del Sur, más 1 etapa 2004 - 1 etapa de la Semana Catalana 2005 - Vuelta a Alemania, más 1 etapa 2006 - 1 etapa del Tour de California - Dauphiné Libéré 2007 - 3.º en el Tour de Francia, más 1 etapa | |

## Resultados en Grandes Vueltas y Campeonatos del Mundo
| Carrera              | Carrera              | 1997 | 1998 | 1999 | 2000 | 2001 | 2002 | 2003 | 2004 | 2005 | 2006 | 2007 | 2008 | 2009 | 2010 | 2011 | 2012 |
| -------------------- | -------------------- | ---- | ---- | ---- | ---- | ---- | ---- | ---- | ---- | ---- | ---- | ---- | ---- | ---- | ---- | ---- | ---- |
|                      | Giro de Italia       | —    | —    | —    | —    | —    | —    | —    | —    | —    | —    | —    | 18.º | 4.º  | —    | —    | —    |
|                      | Tour de Francia      | —    | —    | —    | —    | —    | 8.º  | Ab.  | 9.º  | 6.º  | 13.º | 3.º  | —    | Ab.  | 12.º | 32.º | 32.º |
|                      | Vuelta a España      | —    | —    | —    | —    | 3.º  | —    | 58.º | —    | —    | —    | —    | 2.º  | —    | —    | —    | —    |
| Mundial en Ruta      | Mundial en Ruta      | —    | —    | Ab.  | —    | 28.º | —    | 92.º | —    | —    | —    | —    | —    | —    | —    | —    | —    |
| Mundial Contrarreloj | Mundial Contrarreloj | —    | —    | 36.º | —    | 4.º  | —    | 13.º | —    | —    | —    | —    | 4.º  | —    | —    | —    | —    |

—: no participa

Ab.: abandono

## Equipos
- Comptel Data System (1997)
- Saturn Cycling Team (1998-1999)
- US Postal Service (2000-2001)
- Rabobank (2002-2004)
- Gerolsteiner (2005-2006)

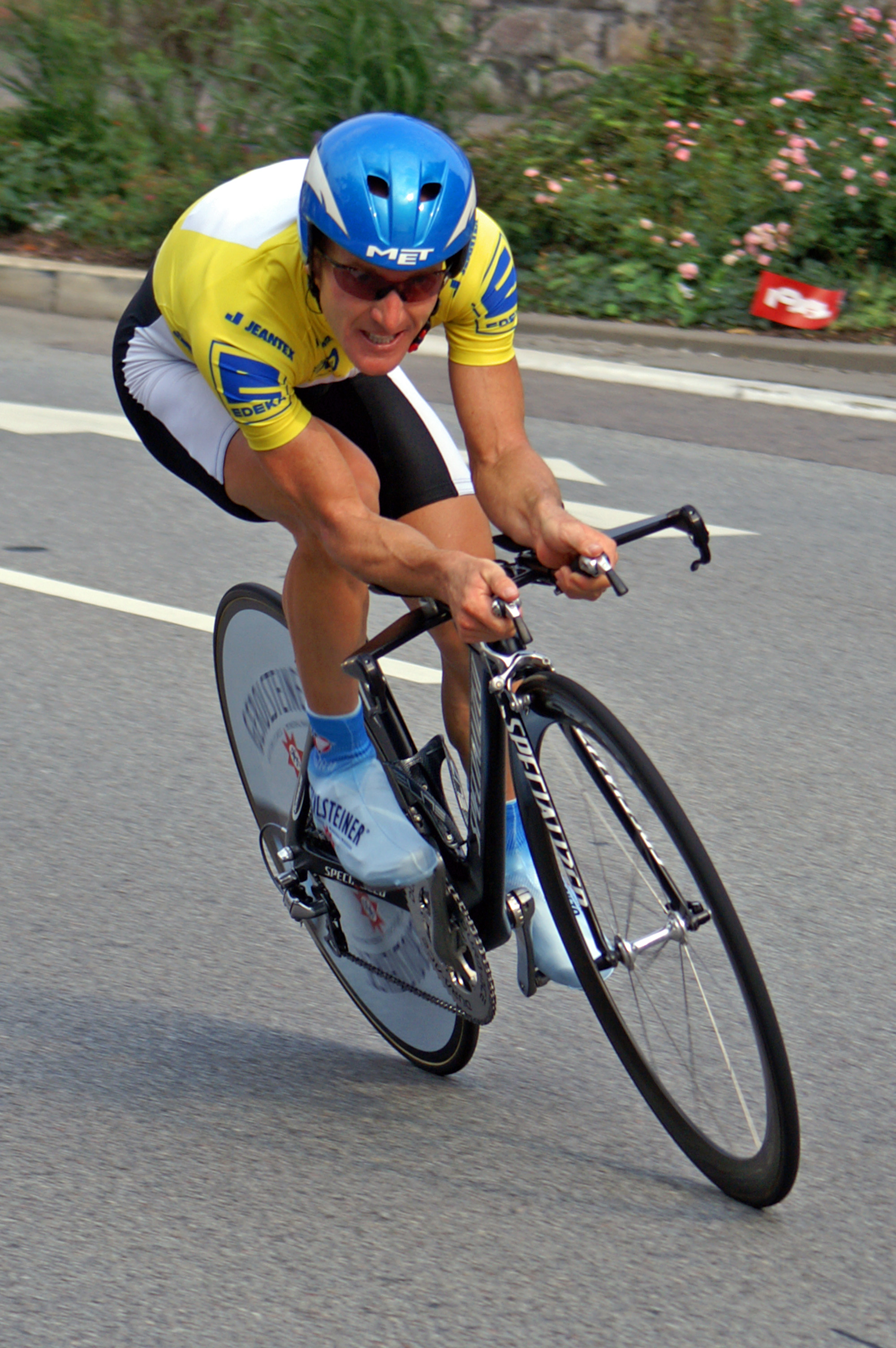
Levi Leipheimer en la Vuelta a Alemania de 2005.

- Discovery Channel Pro Cycling Team (2007)
- Astana (2008-2009)
- Team RadioShack (2010-2011)
- Omega Pharma-QuickStep (2012)